# Gadabout (Automarke)
Gadabout war eine US-amerikanische Automobilmarke, die nur 1946 von Ray Russel in Grosse Pointe Park (Michigan) bestand.
Der dreisitzige Roadster wurde auf dem Fahrgestell des MG TC aufgebaut, von dem auch Motor und Antrieb übernommen wurden. Somit hatte der Wagen 2032 mm Radstand und wurde von einem Vierzylinder-Reihenmotor angetrieben, der aus 1250 cm³ Hubraum eine Leistung von 54,5 bhp (40 kW) bei 5200 min−1 entwickelte. Die Karosserie war aus Duraluminium und zeigte Pontonform mit verkleideten Rädern. Da das Chassis aus Großbritannien übernommen worden war, war der Wagen auch rechtsgelenkt.